# 放郷物語 THROWS OUT MY HOMETOWN
『放郷物語 THROWS OUT MY HOMETOWN』（ほうきょうものがたり スロウズアウトマイホームタウン）は、2006年の日本映画。
飯塚健監督の長編2作目で、女子高生2人の物語と娘を探す中年男の物語と夫婦生活に疲れきってしまった主婦とホームレスの話が交差するクロスオムニバス的な群像映画。

## あらすじ
まず、高校を卒業したばかりの少女の物語では親友同士だった2人が、進学のために離れ離れになることになるが、実は1人は親友の彼氏に片思いだったという…。娘を探しにきたバスの運転手、熟年夫婦の危機を迎える主婦、結婚と仕事になかなか踏ん切りがつかないフリーター青年、犬の飼い主を探すホームレス…などそんな彼らを繋げるモノとは…。

## スタッフ
- 監督・脚本・編集：飯塚健
- 撮影監督：小川真司
- 音楽プロデューサー：堀正明
- 音楽：海田庄吾
- 主題歌：矢野真紀

## キャスト
- 花井愛子：徳永えり
- 椎名芽里：安藤希 - 愛子の親友。
- 高橋哲平：小林且弥 - 芽里の彼氏。
- 佐竹徹：山田辰夫
- 梶田満生：西岡徳馬
- 宮島弥生：奥貫薫
- 吉村広樹：金子昇
- 宮島昭雄：田山涼成